# Anna Vjachireva
Anna Viktorovna Vjachireva (Russisch: Анна Викторовна Вяхирева) (Wolgograd, 13 maart 1995) is een Russisch handbalspeelster.
In 2016 speelde Vjachireva op de Olympische zomerspelen van Rio de Janeiro, waarin Rusland de finale van Frankrijk won.

## Onderscheidingen
- Meest waardevolle speelster van de Olympische Zomerspelen: 2021
- All-Star Team middenopbouwster van de Olympische Zomerspelen: 2021